# Robert E. Park
Robert Ezra Park (ur. 14 lutego 1864, zm. 7 lutego 1944) – amerykański socjolog, profesor Uniwersytetu w Chicago. Jest znany głównie jako współtwórca socjologii miasta oraz szkoły chicagowskiej w socjologii. Wpłynął także na rozwój metod i technik badań społecznych, w tym zwłaszcza obserwacji uczestniczącej.

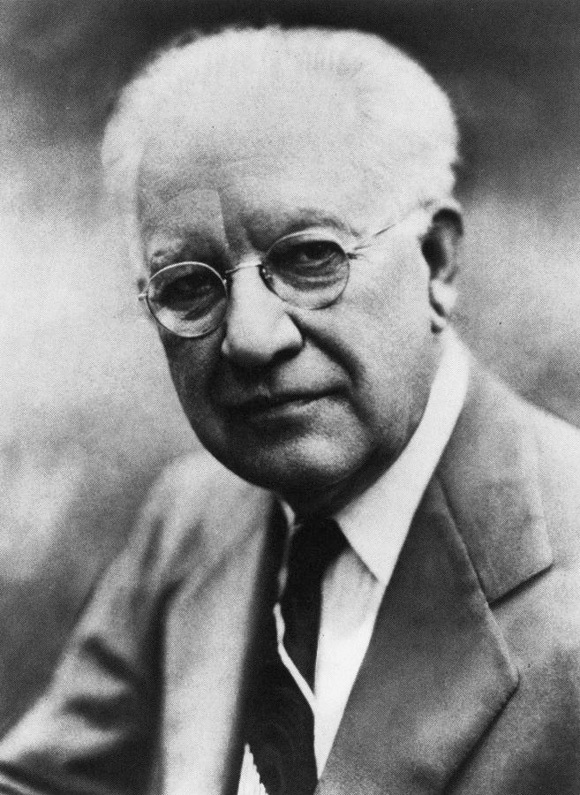

Park był inspiratorem wielu badań empirycznych, ale sam ich na ogół nie prowadził. Zdecydowaną większość swoich twierdzeń opierał na potocznych obserwacjach, wiadomościach prasowych, czy też na niesprawdzonych uogólnieniach innych uczonych.
Celem Parka nie było stworzenie kolejnego systemu wiedzy społecznej, lecz podsumowanie tego, co o życiu społecznym już wiadomo i tego, co może być najbardziej przydatne przy wzbogacaniu dostępnego zasobu wiedzy. Dlatego też Parkowi przypisuje się rolę nauczyciela badaczy terenowych.
Przedstawienie systemu Parka nie jest najprostszym zadaniem ze względu na jego rozległość i brak precyzyjności. Niemal każdej interpretacji jego wypowiedzi można przeciwstawić inną – odwołującą się do innego okresu, czy innej pracy. Park tworząc swoje teorie posługiwał się bardzo płynną i niejednoznaczną terminologią.
Park skupiał się na biologizmie w którym prezentował przekonanie, że miasto należy postrzegać jako problem organizacji terytorialnej. Jest to analogiczne do problematyki rozwoju życia roślinnego, dotyczącego jednak rozmaitych populacji ludzkich (imigrujących w takich sytuacjach jak współzawodnictwo, adaptacja, asymilacja lub pragnienie napisania ponownej historii naturalnej prasy). Robert E. Park stworzył prawdziwą socjologię prasy polegającą na badaniu podziału pracy w gazetach oraz analizie spojrzenia profesjonalisty, która zapowiadała analizę gatekeepers. Ponadto Park interesował się skutecznym kształceniem publiczności, w celu zrozumienia co ludzie robią z informacją.

## Zbiorowość terytorialna a społeczeństwo
W swojej teorii Park dążył do przezwyciężenia opozycji pomiędzy koncepcjami społeczeństwa i człowieka, których pierwsze sformułowania jego zdaniem dali Herbert Spencer i August Comte.
Park twierdził, że społeczeństwa ludzkie mają dwa aspekty:
1. Są złożone z jednostek, które działają niezależnie od siebie, współzawodniczą i walczą o zapewnienie sobie środków egzystencji oraz traktują się wzajemnie jako narzędzia zaspokajania własnych potrzeb.
2. Jednocześnie ludzie są ze sobą związani przez uczucia i wspólne cele, pielęgnują tradycje i ideały, które należą nie tylko do nich. Wbrew naturalnym impulsom utrzymują dyscyplinę i ład moralny, umożliwiające im wykroczenie poza naturę. Takie działanie ma prowadzić do przekształcenia świata zgodnie ze zbiorową wolą i ambicją.

Pierwszy z tych aspektów Park określił jak „community”, drugi natomiast jako „society”
Następnie stwierdził:
Ewolucja społeczna polega na rozwijaniu się swoiście ludzkiej zdolności do tworzenia ładu moralnego, który jednak w każdej fazie historii ma swoją „fizyczną bazę” i napotyka opór „naturalnych impulsów”.

### Community
Owa „baza” nie jest właściwa wyłącznie człowiekowi, lecz występuje w całym świecie organicznym. Park, badając sferę „community” opierał się na pracach wybitnych biologów (w tym Darwina), jednak trzonem tego pojęcia były nie tyle ustalenia nauk przyrodniczych, ile tradycja myśli społecznej obejmująca Hobbesa i Adama Smitha, jako teoretyka konkurencji naturalnej. Właśnie ten najbliższy „natury” rodzaj stosunków ludzkich był dla Parka najbardziej podatny na zastosowanie ścisłych metod naukowych. Z tego punktu, jego zdaniem socjologia powinna zaczynać.
Mimo dużego wpływu nauk przyrodniczych na koncepcję Parka nie dążył on wcale do wyjaśniania zjawisk socjologicznych za pomocą tej części nauki. Można raczej przyjąć, że starał się wyodrębnić taki rodzaj zachowań, do wyjaśniania których wiedza przyrodnicza miałaby wystarczające zastosowanie. Stąd też Park nie zawsze zdawał sobie sprawę, że wyodrębnienie pojęcia „community” miało charakter idealnotypologiczny – czysta zbiorowość terytorialna w świecie ludzkim nie istnieje, każda natomiast społeczność ma pewne jej atrybuty.
1. Terytorium – określony obszar, w ramach którego osobliwości mają swoje społeczne konsekwencje
2. Zbiorowość terytorialna – składa się z jednostek dążących do zaspokojenia swoich egoistycznych potrzeb. Nie istnieje kontakt społeczny, toczy się natomiast nieustanna walka o byt.
3. Jeśli dochodzi do współpracy między jednostkami to ma ona charakter konkurencyjny, przejściowy, a co ważniejsze kształtuje się żywiołowo, tak samo jak symbioza w świecie roślinnym

### Society
Społeczeństwo w rozumieniu Parka jest niemal pod każdym względem przeciwieństwem zbiorowości terytorialnej, chociaż dalej cechuje się ono zasadniczymi procesami ekologicznymi, choć zachodzą one w załagodzonych formach.
Ze społeczeństwem mamy do czynienia wszędzie tam, gdzie zachodzi consensus, jakiś cel wspólny. W odmienności do Comtowskiego consensusu tym, co powołuje do życia społeczeństwo są dwa procesy: komunikowanie się i działanie zbiorowe.
W tym Park nawiązał bezpośrednio do pragmatyzmu społecznego.Działanie zbiorowe wymaga nie tylko komunikowania się, ale także kontroli społecznej, która staje się w ten sposób, trzecim zasadniczym atrybutem społeczeństwa – jednocześnie odróżniając je od zbiorowości terytorialnej.
Podsumowując, „społeczeństwo” to konsens składający się z trzech kluczowych elementów, czyli porozumiewania się, kontroli społecznej utrwalającej wyniki porozumienia i na końcu działania zbiorowego będącego wynikiem porozumienia.
Społeczeństwo istnieje bowiem „dla działania i w działaniu”
Charakteryzując społeczeństwo Park powiadał, że składa się ono nie z jednostek, lecz z osób, czyli takich jednostek, które nie tylko zajmują określone miejsce w przestrzeni, ale mają także swoje miejsce „moralne”. Jest to swego rodzaju status, przyznawany przez inne osoby zgodnie z uznanymi przez wszystkich normami.
W odróżnieniu od procesów ekologicznych, procesy społeczne mają charakter mniej lub bardziej świadomy.

## Procesy interakcji
Park, mimo iż często odwoływał się do Durkheima, a także podkreślał, że społeczeństwo nie jest tylko agregatem jednostek, konsekwentnie bronił poglądu, że wyjaśnianie zjawisk społecznych nie wymaga wprowadzania fikcji społeczeństwa jako sui generis osoby.
Właściwie prowadzona analiza jest w stanie ujawnić zespół elementarnych procesów, których uczestnikami są indywidualne osoby, a dokładniej ich postawy.
W tym systemie Parka kluczowe znaczenie mają cztery procesy:
1. konkurencja – najbardziej podstawowy proces, właściwy zbiorowościom terytorialnym staje się formą „interakcji bez kontaktu społecznego”. Odnosi się do zjawiska walki o byt, ale obejmuje również zjawiska konkurencji ekonomicznej.
2. Tam gdzie kończy się granica konkurencji, następuje konflikt. Jest to według Parka najbardziej powszechny proces interakcji społecznej. Decyduje on o znaczeniu procesu akomodacji
3. Akomodacja będąc społecznym odpowiednikiem biologicznej adaptacji polega na przystosowywaniu do siebie antagonistycznych elementów i osiąganiu stanu chwiejnej równowagi. Trwa ona tak długo, póki układ sił nie ulegnie zmianie. W takim wypadku proces zaczyna się od nowa.
4. Jeśli akomodacja stanowi tylko czasowe zawieszenie konfliktu, asymilacja oznacza jego całkowite zniesienie. Jest to bowiem proces wzajemnego przenikania i łączenia się, w trakcie którego osoby i grupy wchodzą w posiadanie tradycji, uczuć i postaw innych grup i osób

Dzięki tym wszystkim procesom – jak pisze Park – „zbiorowość terytorialna przybiera formę społeczeństwa”
Konkurencja wytwarza równowagę gospodarczą. Konflikt porządek polityczny. Akomodacja społeczny konformizm i społeczną organizację. Asymilacja – wspólną kulturę.

## Psychologia społeczna: jednostka a osoba
Przejście od zbiorowości ekologicznej do społeczeństwa oznacza m.in. przekształcenie się jednostki w osobę. Jest to przykład dualizmu antropologicznego Parka.
Z jednej strony mamy do czynienia z człowiekiem naturalnym, którego instynkty muszą być powściągane przez porządek społeczny, a tuż obok znajduje się człowiek społeczny, którego „natura” staje się produktem stosunków społecznych.
Grupa pierwotna u Parka traci szczególną rolę w tworzeniu osobowości społecznej, gdyż poprzez swoją bliskość poziomu biotycznego jest mniej społeczna niż grupy wtórne. Jednostka staje się osobą, poprzez wejście w cywilizację, przygodę, wielość i różność kontaktów.
W związku z tym przekonaniem powstała Parkowska koncepcja „człowieka marginesu” – osoby żyjącej na krawędzi dwóch lub więcej kręgów kulturowych, z których żaden nie definiuje w pełni jej tożsamości. Uczestnictwo na styku kultur, daje ludziom marginesu wyjątkową, szerszą perspektywę, pozwalającą na zdystansowaną ocenę, będącą połączeniem zewnętrznego i wewnętrznego punktu widzenia. Zdaniem Parka człowiek marginesu „staje się [...] jednostką o szerszym horyzoncie, bystrzejszej inteligencji, bardziej niezależnym i racjonalnym światopoglądzie. Człowiek marginesu jest zawsze człowiekiem stosunkowo bardziej cywilizowanym”.
Park interesował się również zachowaniem zbiorowym, kontynuując w ten sposób tradycję Rossa i europejskiej psychologii społecznej. Park określał zachowanie zbiorowe jako: „zachowanie się jednostek pod wpływem impulsu, który jest im wspólny i działa na całą grupę (common and collective), czyli – innymi słowy – zachowanie się stanowiące rezultat interakcji społecznej”.
Park stworzył rozwiniętą aparaturę pojęciową pozwalającą analizować różne formy zachowania się zbiorowego począwszy od społecznego niepokoju, a skończywszy na zinstytucjonalizowanych formach ruchów społecznych.
Również jako pierwszy zajął się badaniem wpływu prasy, stając się jednocześnie pionierem rozważań dotyczących masowych środków przekazu informacji.
Centralnym pojęciem Parkowskiej koncepcji zachowania zbiorowego było pojęcie reakcji cyrkularnej. Był to rodzaj interakcji, w którym każdy kolejny kontakt jednostek wzmacnia siłę przekazu oraz jego intensywność.

## Koncepcje teoretyczne Parka a badania empiryczne
Nie można stwierdzić, że Parowska próba integracji teoretycznego dorobku socjologii i przystosowania go do potrzeb badań empirycznych była udana. Dostarczył on szkole chicagowskiej – czynnie zainteresowanej badaniami – wielu teoretycznych pomysłów. Pogodzenie obydwu rzeczy było trudne ze względu na systemie pojęć i klasyfikacji parka, który nie mógł sprawdzić się w badaniach.
Odpowiednikiem teoretycznego dualizmu Parka był jego eklektyzm metodologiczny. Jako ekolog był zwolennikiem metody statystycznej, natomiast jako badacz społeczeństwa, jako psycholog społeczny był entuzjastą badań jakościowych. Twierdził, że do badań stosunków, a także postaw ludzkich statystyka nie jest przydatna.